# Diffa (departamento)
Diffa é um departamento da Diffa região no Níger. Faz fronteira com o Chade ao leste. Sua capital encontra-se na cidade de Diffa. Em 2011, o departamento tinha uma população total de 209.249 pessoas.